# 曹集镇
曹集镇，是中华人民共和国安徽省阜阳市阜南县下辖的一个乡镇级行政单位。

## 行政区划
曹集镇下辖以下地区：
大同村、同光村、王脑村、东郢村、程郢村、镜湖村、南街村和利民村。